# Municipio de Apaxtla
El municipio de Apaxtla es uno de los 85 municipios que conforman el estado mexicano de Guerrero. La cabecera municipal es Ciudad Apaxtla de Castrejón.

## Toponimia
El nombre Apaxtla proviene del náhuatl se interpreta como "lugar de los apaxtles". La palabra apaxtle significa olla o lebrillo y hace referencia a las formas similares a grandes cuencos que produce la erosión del agua sobre las rocas.

El Gran Diccionario Náhuatl indica que la palabra apaxtli significa «lebrillo, barreño»,

## Geografía
El municipio integra la Región Norte, y su altitud oscila entre 300 y 2000 m s. n. m.
Sus coordenadas geográficas extremas son 100°06'57.60" W - 99°51'21.60" W de longitud oeste y 17°56'17.88" N - 18°14'58.20" N de latitud norte.
Apaxtla limita al norte con los municipios de Arcelia, Teloloapan y Cuetzala del Progreso; al este con los municipios de Cuetzala del Progreso y General Heliodoro Castillo; al sur con el municipio de General Heliodoro Castillo; y al oeste con los municipios de General Heliodoro Castillo, San Miguel Totolapan, Arcelia y Teloloapan.
Según la clasificación climática de Köppen, el clima corresponde al tipo Aw - Tropical seco.
La totalidad de la superficie del municipio está incluida dentro de la Sierra Madre del Sur.
El recurso hídrico del municipio se basa mayoritariamente en los cursos de agua que constituyen la cuenca del río Balsas.

## Demografía
De acuerdo a los resultados del Censo de Población y Vivienda de 2020 realizado por el Instituto Nacional de Estadística y Geografía, la población total del municipio es de 11 112 habitantes, lo que representa un decrecimiento promedio de -1.1% anual en el período 2010-2020 sobre la base de los 12 389 habitantes registrados en el censo anterior. Al año 2020 la densidad del municipio era de 17,73 hab/km².
| Gráfica de evolución demográfica de Municipio de Apaxtla entre 2000 y 2020 |
|                                                                            |
| Fuente: Instituto Nacional de Estadística Geografía e Informática          |

El 48.6% de los habitantes eran hombres y el 51.4% eran mujeres. El 87.6% de los habitantes mayores de 15 años (6756 personas) estaba alfabetizado. 

Solo el 2% de la población, (231 personas), es indígena.
En el año 2010 estaba clasificado como un municipio de grado alto de vulnerabilidad social, con el 42.46% de su población en estado de pobreza extrema. Según los datos obtenidos en el censo de 2020, la situación de pobreza extrema afectaba al 34.3% de la población (4874 personas).

### Localidades
En el censo de 2020 el municipio de Apaxtla contaba con 31 localidades.
| Código INEGI      | Localidad                   | Población (2020) |
| ----------------- | --------------------------- | ---------------- |
| 120060001         | Ciudad Apaxtla de Castrejón | 7 256            |
| Otras localidades | Otras localidades           | 3 856            |
| Total municipal   | Total municipal             | 11 112           |

## Salud y educación
En 2010 el municipio tenía un total de 8 unidades de atención de la salud, con 11 personas como personal médico. Existían 26 escuelas de nivel preescolar, 30 primarias, 8 secundarias y 2 bachilleratos.

## Actividades económicas
Según el número de unidades destinadas a cada sector, las principales actividades económicas del municipio son el comercio minorista, la elaboración de productos manufacturados y, en menor escala, la prestación de servicios de alojamiento temporal y preparación de alimentos y bebidas .

## Política
De acuerdo al decreto número 37 de fecha 7 de mayo de 1924, expedido por el XXVI Congreso Constitucional del Estado Libre y Soberano de Guerrero, en nombre del pueblo y de la representación legal y jurídica correspondiente, y, siendo gobernador del estado Rodolfo Neri Lacunza; en el Art. 1.º. de dicho documento, se instituyó en el Distrito de Aldama, un nuevo municipio que recibió el nombre de Apaxtla, compuesto por 14 comisarías, más la cabecera municipal con el mismo nombre en ese entonces.
El acuerdo tomado por el Congreso fue el día 30 del mes de abril del mismo año, solo que en Apaxtla el aniversario de la erección del municipio se festeja a partir de cuando las autoridades gubernamentales levantan el acta de instalación del Consejo Municipal; dándoles posesión el 20 de mayo de 1924.